# Зграда хотела „Срем” у Старој Пазови
Зграда хотела „Срем“ у Старој Пазови је саграђена 1905. године у самом центру града, у њој је данас смештен хотел „Срем“. Представља непокретно културно добро као споменик културе од великог значаја.

## Изглед
Зграда је саграђена за потребе хотела „Петровић“ као угаона спратна грађевина где је приземни део некада имао само прозорске отворе (касније су додата два излога), а спратни део има правоугаоне прозоре у профилисаним оквирима. Зидне површине између прозора су хоризонтално канеловане, са по два прозора на крајевима фасада, која су издвојена лизенама, а у њиховом горњем делу налазе се скулпторално рађене женске фигуре које се ослањају на јонски капител. Изнад сваког прозора налази се лунета са пластичном представом главе у средишту. Над паром бочних прозора је лучна акротерија, која се у доњем делу проширује у волуте, а испод ње је плитка ниша са окулусима, главом аморета и са стране стубићима са вазама. У спратном делу грађевине, на углу, акцентован је тространи еркер са уским правоугаоним прозорима на свакој страни, покривен шестостраном куполом.
Конзерваторски радови на објекту изведени су 1993.